# Jim Boni
Giacinto „Jim“ Boni (* 4. Juni 1963 in Supino) ist ein ehemaliger italo-kanadischer Eishockeyspieler und -trainer sowie -funktionär. Von 2009 bis 2014 war er als Sportdirektor des ERC Ingolstadt aus der Deutschen Eishockey Liga tätig. Zuletzt war er in der Erste Bank Eishockey Liga als Trainer für die Vienna Capitals aktiv.

## Karriere

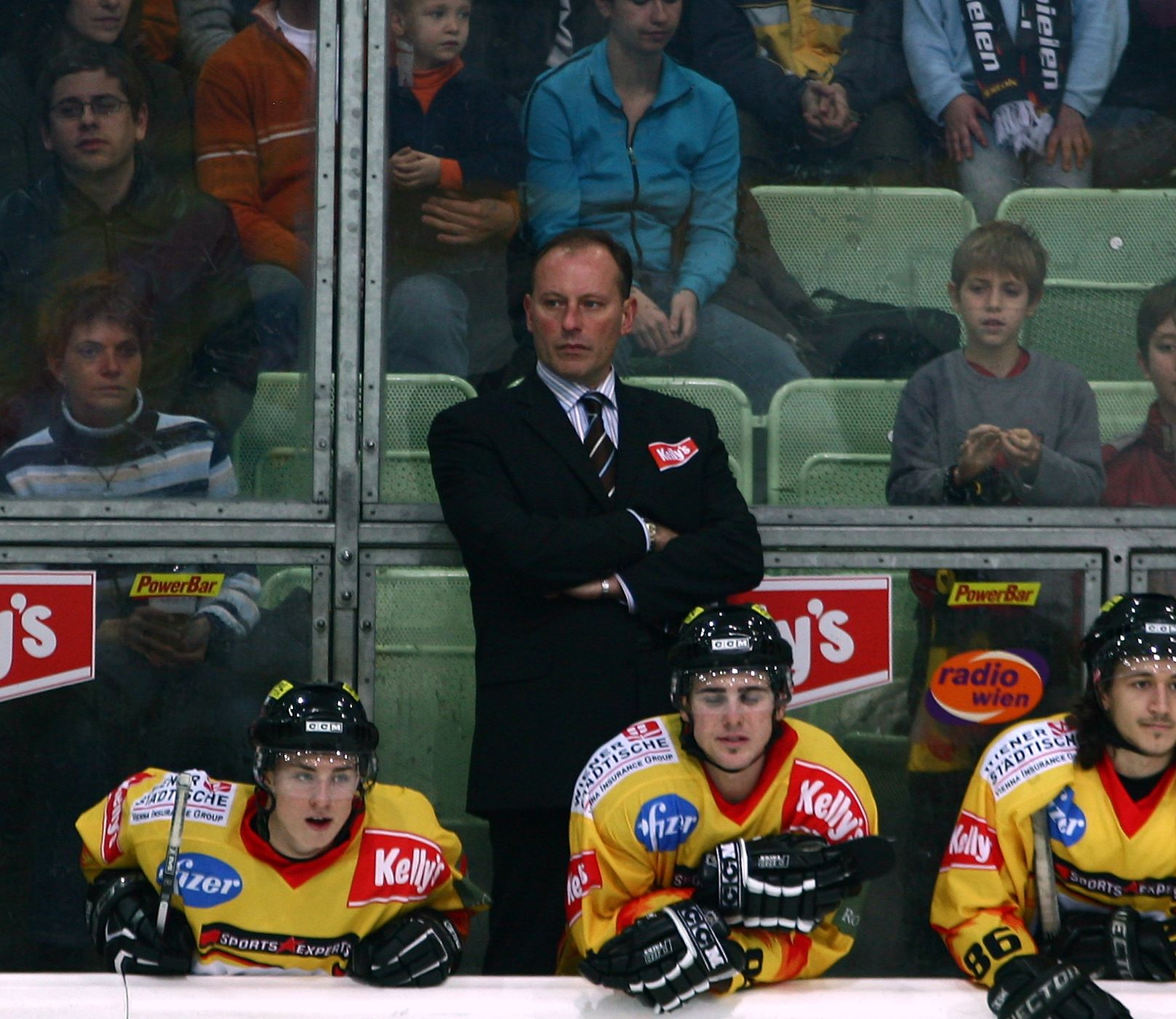
Jim Boni an der Bande der Caps

Als Spieler war Jim Boni Verteidiger und bestritt etwa 300 Wettbewerbsspiele bei verschiedenen Vereinen (unter anderem HC Bozen, HC Courmaosta) der italienischen Serie A1. Er beendete seine aktive Karriere 1998 beim EC Atlantis Ulm/Neu-Ulm und trainierte dann den ERC Ingolstadt.
Im Jahr 2003 wechselte er zu den Vienna Capitals, mit denen er in der Saison 2004/05 den österreichischen Meistertitel gewann. Nach dem Abstieg bei der Heim-Weltmeisterschaft im Jahr 2005 unter Herbert Pöck übernahm Boni auch das Traineramt im Nationalteam. Bei der Eishockey-Weltmeisterschaft 2006 (Division I, Gruppe B) gelang ihm mit fünf Siegen in fünf Spielen der Wiederaufstieg in die Gruppe A. Allerdings verpasste das Team bei der Eishockey-Weltmeisterschaft 2007 den Klassenerhalt, sodass Boni von seinem Posten zurücktrat. Im Dezember 2006 gaben Boni und die Capitals bekannt, dass der Vertrag für die Saison 2007/08 nicht mehr verlängert wird. Im März 2007 unterschrieb Jim Boni einen Vertrag bei den Black Wings Linz. Sein Co-Trainer war wie bereits im Nationalteam Rick Nasheim.
Zur Saison 2009/10 kehrte Boni zum ERC Ingolstadt zurück – nun in der Funktion als Sportdirektor. In dieser Funktion stellte er eine neue Mannschaft zusammen, die in den beiden Saisons 2012 – 2014 in der European Trophy mitspielte. Unmittelbar nach seinem Ausscheiden errang die Mannschaft mit der deutschen Eishockey-Meisterschaft den größten Erfolg der Vereinsgeschichte.
Kurz vor den Playoffs der Erste Bank Eishockey Liga-Saison 2014/15 wurde Jim Boni als Trainer zu den Vienna Capitals zurückgeholt, da kurz zuvor Tom Pokel als Trainer entlassen wurde. Boni führte die Mannschaft ins Playoff-Finale, wo man Salzburg unterlag. Nach dem Ausscheiden im Playoff-Viertelfinale in der Saison 2015/16 verließ Boni die Capitals.

## Miran Schrott
Im Januar 1992 – er war damals Kapitän des HC Courmaosta – war Boni im Spiel gegen den HC Gardena in eine Rangelei mit dem 19-jährigen Miran Schrott von Gardena verwickelt. Nach einem Schlag von Schrott ins Gesicht von Boni führte dieser einen Schlag mit dem Stock gegen die Brust von Schrott aus. Schrott sackte zu Boden, verlor das Bewusstsein und hatte einen Herzstillstand. Der herbeieilende Notarzt begann mit Wiederbelebungsmaßnahmen und Schrott wurde anschließend ins Spital nach Chamonix überführt, wo er jedoch kurz darauf verstarb.
Es stellte sich bei der Autopsie heraus, dass Bonis Stockschlag zusammen mit schon bestehenden kardiologischen Problemen von Schrott zu dessen Tod führte. Die italienische Staatsanwaltschaft klagte Boni wegen unabsichtlicher Tötung/Körperverletzung mit Todesfolge, was im damaligen italienischen Gesetz mit zwischen 10 und 18 Jahren Gefängnis geahndet worden wäre, an. Boni wurde schließlich wegen fahrlässiger Tötung zu einem Jahr Gefängnis auf Bewährung verurteilt. Ein angestrebtes Zivilverfahren wurde von der Familie von Miran Schrott später eingestellt.

## Erfolge und Auszeichnungen
- 1982 Italienischer Meister mit dem HC Bozen
- 1985 Italienischer Meister mit dem HC Bozen
- 1988 Italienischer Meister mit dem HC Bozen
- 1990 Italienischer Meister mit dem HC Bozen
- 2002 Coach of the Year beim ERC Ingolstadt[6]
- 2005 Österreichischer Meister mit den Vienna Capitals (als Cheftrainer)

## Karrierestatistik
(Legende zur Spielerstatistik: Sp oder GP = absolvierte Spiele; T oder G = erzielte Tore; V oder A = erzielte Assists; Pkt oder Pts = erzielte Scorerpunkte; SM oder PIM = erhaltene Strafminuten; +/− = Plus/Minus-Bilanz; PP = erzielte Überzahltore; SH = erzielte Unterzahltore; GW = erzielte Siegtore; 1 Play-downs/Relegation; Kursiv: Statistik nicht vollständig)